# Yamandú Canosa
Yamandú Canosa (Montevideo, 1954) es un artista visual uruguayo que reside desde 1975 en Barcelona, España. Pintor, dibujante y fotógrafo, sus exposiciones site-specific sugieren paisajes inmersivos. Sus obras investigan los límites del lenguaje, el paisaje como lenguaje, la identidad cultural, la transculturalidad, la memoria y las migraciones. Su poética ecléctica establece un diálogo entre la modernidad y la contemporaneidad. 

## Biografía
Nació en Montevideo en 1954. En la década de los setenta, inicia sus estudios de Arquitectura en Montevideo. Se vincula a la Galería U, que agrupaba a la corriente de artistas llamada "Dibujazo", muy activa en el Uruguay de la predictadura. Realiza tres exposiciones individuales en la Galería U y participa en diversas muestras colectivas de arte uruguayo, celebradas en Montevideo y Buenos Aires. En 1975 se traslada a Barcelona, donde reside y trabaja en la actualidad. Vinculado en distintos períodos a las galerías barcelonesas Joan Prats, Benet Costa, Ciento y Zielinsky, su obra se ha mostrado en exposiciones individuales en galerías, centros de arte contemporáneo y museos de América y Europa, y ha sido seleccionada para participar en muestras colectivas de arte español en el Museo Nacional Centro de Arte Reina Sofía de Madrid (MNCARS), Sprengel Museum de Hannover, Albuquerque Museum Foundation de Nuevo México, The Salvador Dalí Museum de San Petersburg, Florida y The Bass Museum of Art de Miami. 
Entre sus exposiciones individuales destacan: la retrospectiva El árbol de los frutos diferentes, presentada en la Fundació Suñol de Barcelona (2011); la instalación Hay lugar  en la 1ª Bienal de Arte de Montevideo (2012); en 2019, representa a Uruguay en la 58.ª Bienal de Venecia con el proyecto La casa empática y, en 2022, presenta el proyecto The Visit en The Salvador Dalí Museum de St. Petersburg (Florida), un diálogo entre el arte contemporáneo y el surrealismo.  
Sus colectivas recientes incluyen: El pensamiento oceánico, en el Espacio de Arte Contemporáneo de Montevideo (2015); Matèria primera, que inaugura el Centre d'Art Contemporani de Barcelona Fabra i Coats, donde presenta la instalación Archipiélago, en 2018 (1) y la muestra de arte contemporáneo uruguayo Panorama, celebrada en el Centro de Exposiciones Subte de Montevideo (2018). 
A lo largo de su trayectoria, su obra ha merecido diversos reconocimientos: en 2006 fue artista residente en Los Angeles, al obtener la Jennifer Howard Coleman Distinguished Lectureship and Residency (JHC), otorgada por el Otis College of Art and Design de esa ciudad y, en 2007, fue distinguido con el Premio Figari de Uruguay. Asimismo, ha recibido prestigiosas becas, como la Pollock-Krasner Foundation Grant (2000) y la Beca ENDESA para Artes Plásticas (2012).
Sus obras integran las colecciones permanentes de diversos museos, centros de arte y fundaciones, tanto públicos como privados. En Barcelona: Col·lecció d'Art Contemporani "la Caixa", MACBA, Fundació Banc Sabadell, Fundació Eina, Fundació Suñol, Centre d' Art Contemporani Piramidón y Colección Rafael Tous. En otras ciudades destacan: Colección de Arte de la Fundación Coca-Cola –depositada en Domus Artium 2002 (DA2)– y la propia colección permanente del DA2, en Salamanca; Museo de Teruel y Museu de l'Empordà, Figueres. Otras colecciones públicas en las que se encuentra representado: The Salvador Dalí Museum de St.Petersburg (Florida), Museo de Bellas Artes de Asturias, en Oviedo, y Museu de Valls en Valls (Tarragona).

## Exposiciones recientes (selección)
·Three Spots (2006). Ben Maltz Gallery, Los Angeles                                                                              ·El árbol de los frutos diferentes (2011). Fundació Suñol, Barcelona                                                         ·1ª Bienal de Montevideo (2012)                                                                                                          ·Vaivén (2012). Xippas Galleries, Montevideo                                                                                       ·Latina (2014). Xippas Galleries, Ginebra                                                                                           ·Obra reciente (2015). Xippas Galleries, Montevideo                                                                           ·La casa empática (2019). 58.ª Bienal de Venecia, Pabellón de Uruguay                                                                                                        ·Matèria Primera (2018). Centre d'art Contemporani Fabra i Coats, Barcelona                                  ·Dos casas (2019). Xippas Galleries, Montevideo                                                                            ·Entre ramas (2021). Galería Zielinsky, Barcelona                                                                                  ·El paisaje invisible (2022). Xippas Galleries, Punta del Este                                                             ·The Visit (2022). The Salvador Dalí Museum, St. Petersburg (Florida)

## Premios y reconocimientos (selección)
- Pollock-Krasner Foundation Grant (2000)
- Premio Figari, premio a la trayectoria, Uruguay (2007)
- Beca ENDESA (2012)
- Representante de Uruguay en la Bienal de Venecia (2019)